# Zungoli
Zungoli község (comune) Olaszország Campania régiójában, Avellino megyében.

## Fekvése
A megye északkeleti részén fekszik. Határai: Anzano di Puglia, Ariano Irpino, Flumeri, Monteleone di Puglia, San Sossio Baronia és Villanova del Battista.

## Története
A település az ókori Castrum Curoli helyén alakult ki. A középkor során a Vicói Bárósághoz tartozott. A 19. században nyerte el önállóságát, amikor a Nápolyi Királyságban felszámolták a feudalizmust.

## Népessége
A népesség számának alakulása:

## Főbb látnivalói
A település fő látnivalója a középkori vár.